# 龍角散ビル
龍角散ビル（りゅうかくさんビル）は、東京都千代田区東神田にある、製薬会社龍角散の本社などが入居するオフィスビルである。

## 概要
靖国通りと清洲橋通りが交わる東神田交差点の北西角に位置する、地上9階、地下1階の鉄骨鉄筋コンクリート造オフィスビルである。1991年竣工。設計と施工は大成建設。
通りに面した壁面が突出する特徴的な外観で、地域のランドマークとして評価され、1994年にグッドデザイン賞を受賞している。

## 主なテナント
- 龍角散
- コイズミ照明
- バウコミュニケーションズ
- 東和コンピュータマネジメント
- ライトストーン
- 日化メンテナンス
- エコー・システム
- 東レ・メディカル
- NiX JAPAN株式会社 東京本社
- 日本エレベーター協会
- エッペンドルフ・ハイマック・テクノロジーズ
- 倉敷繊維加工 東京支店
- 正興電機製作所
- クルーズカンパニー
- セブン-イレブン 東神田2丁目店
- 正興ITソリューション

## 交通
- 都営新宿線 岩本町駅 徒歩5分
- JR総武線・都営浅草線 浅草橋駅 徒歩7分
- JR山手線・東京メトロ日比谷線 秋葉原駅 徒歩7分